# Campeonato Sudamericano de Voleibol Femenino Sub-16
El Campeonato Sudamericano de Voleibol Femenino Sub-17 es un torneo de voleibol femenino. Es organizado por la Confederación Sudamericana de Voleibol y el país anfitrión, y está dirigido a las selecciones nacionales que integre jugadoras con un máximo de 16 años de edad.

## Historial
| N.º | Año  | Sede      |           |           |           |
| --- | ---- | --------- | --------- | --------- | --------- |
| I   | 2011 | Canelones | Brasil    | Perú      | Argentina |
| II  | 2013 | Popayán   | Brasil    | Argentina | Perú      |
| III | 2015 | Tarapoto  | Perú      | Bolivia   | Chile     |
| IV  | 2017 | Asunción  | Argentina | Perú      | Chile     |
| V   | 2019 | Callao    | Chile     | Perú      | Paraguay  |
| VI  | 2023 | Callao    | Argentina | Brasil    | Perú      |

## Medallero
- Actualizado hasta Perú 2023

| Núm. | País      | Oro | Plata | Bronce | Total |
| ---- | --------- | --- | ----- | ------ | ----- |
| 1    | Argentina | 2   | 1     | 1      | 4     |
| 2    | Brasil    | 2   | 1     | 0      | 3     |
| 3    | Perú      | 1   | 3     | 2      | 6     |
| 4    | Chile     | 1   | 0     | 2      | 3     |
| 5    | Bolivia   | 0   | 1     | 0      | 1     |
| 6    | Paraguay  | 0   | 0     | 1      | 1     |
|      | TOTAL     | 5   | 5     | 5      | 15    |

## Selecciones de la CSV participantes en el Campeonato Mundial de Voleibol Femenino Sub-17
| País      | Part. | Mundiales |
| --------- | ----- | --------- |
| Brasil    | 1     | 2024      |
| Argentina | 1     | 2024      |
| Perú      | 1     | 2024      |
| Ecuador   | 1     | 2024      |
| Uruguay   | 0     |           |
| Colombia  | 0     |           |
| Chile     | 0     |           |
| Venezuela | 0     |           |
| Bolivia   | 0     |           |
| Paraguay  | 0     |           |

## MVPpor edición
- 2023 –  Argentina - Justina Fortes
- 2019 –  Chile - Ana Erskine
- 2017 –  Argentina - Bianca Cugno
- 2015 –  Perú - Nayeli Vilchez
- 2014 –  Perú - Kiara Montes
- 2013 –  Brasil - Ana Beatriz Franklin
- 2011 –  Brasil - Drussyla Costa